# Ena Lucía Portela
Ena Lucía Portela, född 19 december 1972 i Havanna på Kuba, är en kubansk författare och essäist bosatt i Havanna. Hon har en licentiatexamen i språk och klassisk litteratur från universitetet på hemorten.